# 忽那汐里
忽那 汐里（くつな しおり、英: Shioli Kutsuna、1992年12月22日 - ）は、日本の女優。オーストラリアのシドニー生まれ。アメリカ合衆国在住（2024年時点）。

## 略歴
1992年、日本人の両親のもとオーストラリアのシドニーで生まれ、キラニーハイツで育った。
2006年、14歳の時に学校の冬休み（北半球では夏）にシドニーから訪日。オスカープロモーション主催の第11回全日本国民的美少女コンテストに参加、審査員特別賞を受賞。
2007年、『3年B組金八先生』（TBS）で帰国子女の少女役で女優デビュー。オーストラリアの夏（北半球は冬）に母親と弟が渡日して東京にて3人で生活。後に母親と弟はオーストラリアに帰国している。
2008年、ユニチカ『ユニチカマスコットガール』 と江崎グリコ『Pocky（ポッキー）』の第50代ポッキープリンセス に抜擢された。
2009年、日本では初の開催となる国際生物学オリンピックの生物大使に任命された。また、『7万人探偵ニトベ』（BS朝日）でドラマ初主演。
2011年、2月18日に堀越高等学校を卒業。都内の大学に進学した が、芸能活動と両立できず、2013年に中退した。
2012年には、第85回キネマ旬報ベスト・テン新人女優賞 と第66回毎日映画コンクールスポニチグランプリ新人賞を、翌2013年には第37回日本アカデミー賞新人俳優賞を受賞。
2015年、日本とトルコの合作映画『海難1890』でヒロインを務める。もともとハリウッド進出を計画していた訳ではなかったが、2016年に出演した映画『女が眠る時』のウェイン・ワン監督に海外進出を勧められたのをきっかけに徐々に海外に目を向けるようになり、2018年にはジャレッド・レト主演の映画『アウトサイダー』や『デッドプール2』など、ハリウッドを筆頭とした海外作品への出演が続く。
2019年12月でオスカープロモーションを退社した。以降はアメリカ合衆国に拠点を移し、日米双方で活動している。

## 人物
- 日本語と英語のバイリンガル[3]。家族とは普段から日本語を話して生活していたため、日本で仕事をするまでは自分では完璧な日本語を話すことが出来ると思っていたが、撮影現場では時折、日本語の発音のおかしさを指摘されてしまうこともあった[4]。
- 高校の同級生には成海璃子や河北麻友子がいる。日系アメリカ人である河北とは英語で会話していた。
- 大のカメラ好きで写真を撮ることを趣味としている。コンデジ、アナログ、一眼レフ含め10台のカメラを所有している。俳優の染谷将太とはカメラ仲間である[15]。
- 好きな音楽はロックとクラシック、ビートルズや椎名林檎[16]、ゆらゆら帝国[17]。それ以外にも久石譲や坂本龍一などを聴くという[18]。

## 出演
役名の太字は主演作品。

### 映画
- 守護天使（2009年6月20日、エイベックス・エンタテインメント） - 宮野涼子 役
- 半分の月がのぼる空（2010年4月3日、IMJエンタテインメント） - 秋庭里香 役
- ちょんまげぷりん（2010年7月31日、ジェイ・ストーム） - 時翔庵の娘 役
- BECK（2010年9月4日、松竹） - 南真帆 役
- 少女たちの羅針盤（2011年5月14日、クロックワークス / ゴー・シネマ） - 江嶋蘭 役
- マイ・バック・ページ（2011年5月28日、アスミック・エース エンタテインメント） - 倉田眞子 役
- ワーキング・ホリデー（2012年11月17日、よしもとクリエイティブ・エージェンシー）
- つやのよる ある愛に関わった、女たちの物語（2013年1月26日、東映） - 山田麻千子 役
- ペタル ダンス（2013年4月20日、ビターズ・エンド） - 原木 役
- 許されざる者（2013年9月13日、ワーナー・ブラザース映画） - なつめ 役[19]
- オー!ファーザー（2014年5月24日、ワーナー・ブラザース映画） - 多恵子 役[20]
- 黒衣の刺客 日本オリジナル・ディレクターズカット版[注 3]（2015年9月12日日本公開、松竹メディア事業部） - 青年の妻 役[21][22]
- 海難1890（2015年12月5日、東映） - ハル / 春海 役[23]
- 女が眠る時（2016年2月27日、東映） - 美樹 役[24][25]
- キセキ -あの日のソビト-（2017年1月28日、東映） - 理香 役[26]
- ねこあつめの家（2017年4月8日、AMGエンタテインメント） - ミチル 役[27]
- アウトサイダー（2018年、Netflix） - 美由 役[28]
- オー・ルーシー!（2018年4月28日、ファントム・フィルム） - 美花 役[29]
- デッドプール2（2018年6月1日、20世紀フォックス） - ユキオ 役[30]
  - デッドプール&ウルヴァリン（2024年7月24日、ウォルト・ディズニー・スタジオ・モーション・ピクチャーズ） - ユキオ 役[31]
- マーダー・ミステリー（2019年6月14日、Netflix） - スージー・ナカムラ 役

### 劇場アニメ
- グスコーブドリの伝記（2012年7月7日、ワーナー・ブラザース映画） - ネリ 役 [32]
- KINGSGLAIVE FINAL FANTASY XV（2016年7月9日） - ルナフレーナ 役[33]

### テレビドラマ
- 3年B組金八先生 第8シリーズ（2007年10月11日 - 2008年3月20日、TBS） - 金井亮子 役
- 太陽と海の教室（2008年7月21日 - 9月22日、フジテレビ） - 藤沢理紗 役
- Pocky 4 Sisters!「出せない手紙編」（2008年12月27日、BS-i） - ストーリーテラー 役
- メイちゃんの執事（2009年1月13日 - 3月17日、フジテレビ） - 天羽凛 役
- 7万人探偵ニトベ（2009年4月23日 - 6月25日、BS朝日） - 新渡戸つぐみ 役
- 魔女裁判（2009年4月25日 - 7月11日、フジテレビ） - 柏木遥 役
- 小公女セイラ（2009年10月17日 - 12月19日、TBS） - 水島かをり 役
- 卒うた 第1夜 「Best Friend」（2010年3月1日、フジテレビ） - 佐藤真美 役
- 見知らぬわが町（2011年5月5日、NHK福岡） - 竹本望美 役
- 示談交渉人 ゴタ消し（2011年1月6日 - 3月31日、読売テレビ） - 桜彩乃 役
- 3年B組金八先生ファイナル 「最後の贈る言葉」（2011年3月27日、TBS） - 金井亮子 役
- 名探偵コナンドラマスペシャル 工藤新一への挑戦状〜怪鳥伝説の謎〜（2011年4月15日、読売テレビ） - 毛利蘭 役
- 名探偵コナン 工藤新一への挑戦状（2011年7月7日 - 9月29日、読売テレビ） - 毛利蘭 役
- 大河ドラマ 江〜姫たちの戦国〜 第40話 - 最終話（2011年10月16日 - 11月27日、NHK） - 千 役
- 家政婦のミタ（2011年10月12日 - 12月21日、日本テレビ） - 阿須田結 役
- O-PARTS〜オーパーツ〜（2012年2月27日 - 3月1日、フジテレビ） - 宮前友紀 役
- 名探偵コナンドラマスペシャル 工藤新一 京都新撰組殺人事件（2012年4月12日、読売テレビ） - 毛利蘭 役
- 世にも奇妙な物語 2012年 春の特別編 「試着室」（2012年4月21日、フジテレビ） - 柏木美沙 役
- 夢の扉 特別編 「20年後の君へ」（2012年7月1日、TBS） - 澤田麻理子 役
- シングルマザーズ（2012年10月23日 - 12月11日、NHK） - 木島雪乃 役
- 泣くな、はらちゃん（2013年1月19日 - 3月23日、日本テレビ） - 紺野清美 役
- 家族ゲーム（2013年4月17日 - 6月19日、フジテレビ） - 水上沙良 / 立花真希 / 浅海舞香 役
- 町医者ジャンボ!!（2013年7月4日 - 9月26日、読売テレビ） - 馬場飛鳥 役
- 鼠、江戸を疾る（2014年1月9日 - 3月20日、NHK） - 小袖 役
- ビター・ブラッド〜最悪で最強の親子刑事〜（2014年4月15日 - 6月24日、フジテレビ） - 前田瞳 役
- 鵜飼いに恋した夏（2014年11月12日、NHK BSプレミアム） - 立花夕浮 役[34]
- 鴨川食堂（2016年1月10日 - 2月28日、NHK BSプレミアム） - 鴨川こいし 役[35]
- 1942年のプレイボール（2017年8月12日、NHK総合） - 喜美子 役[36]
- オー・ルーシー!（2017年9月16日、NHK総合） - 美花 役

### 配信ドラマ
- 就活戦線異状あり（2010年5月3日 - 31日、LISMO Channel 月曜ドラマ内） - 主演・玲奈 役
- インベージョン（2021年10月22日、Apple tv+） - 大和美月 役
- サンクチュアリ -聖域-（2023年5月4日、Netflix） - 国嶋飛鳥 役[37]

### バラエティ
- アナザースカイ（2013年1月18日、日本テレビ系）[38]

### ドキュメンタリー
- 第11回全日本国民的美少女コンテストグランプリ誕生密着ドキュメント（2006年9月10日、テレビ朝日）
- 忽那汐里 オーストラリア紀行〜大地を彩るアートと大自然の世界へ〜（2014年11月22日、BSフジ） - 旅人[39]

### CM
- NTT東日本 DENPO115（2008年3月 - ）
- 江崎グリコ pocky（2008年 - 2010年） - 第50 - 51代 ポッキープリンセス
- アエラホーム[40]
  - クラージュ（2008年10月 - ）
  - 「環境設計の家」（2012年11月 - ）
- TAKARATOMY Hi-kara（2008年）
- モスフードサービス モスバーガー（2010年12月 - ）
  - MOSDO!（2014年5月 - ）[41]
- 京都きもの友禅 企業（2010年12月 - ）
- SUNTORY ウーロン茶プレミアムクリア（2011年4月 - ）
- dip はたらくスマイルプロジェクト（2011年6月 - ） - 星野夏子 役
- DAIHATSU キャンペーン（2012年4月 - ）
- カリエ BEASHOW by Noz（2012年5月 - ）
- セイコーエプソン カラリオ（2012年6月 - ）
- ポッカサッポロフード&ビバレッジ
  - 「ヒラメキ宣言」（2013年1月 - ）[42]
  - キレートレモン（2013年2月 - ）
  - 企業（2014年1月 - ）
- LION デンタークリアMAXライオン（2013年4月 - ）[43]
- ゲオホールディングス 2nd STREET / JUMBLE STORE（2014年7月 - ）
- Supercell ヘイ・デイ（2014年10月 - ）[44][45]
- イオントップバリュ ピースフィット（2015年4月 - ）[46]
- niko and ...（2017年3月 - ）[47]

### 広告
- 第16代ユニチカマスコットガール（2008年 - 2009年）
- 第20回国際生物学オリンピック生物大使（2009年）
- 警視庁 警察官採用ポスター（2009年）
- 消防庁 全国統一防火標語 防火ポスター（2010年）
- 京都きもの友禅イメージキャラクター（2011年 - ）
- 中央労働災害防止協会 「全国労働衛生週間」ポスター（2011年）
- 財団法人消防試験研究センター 資格試験広報用ポスター（2012年）[48]
- スポーツニッポン新聞社 創刊65周年記念イメージキャラクター（2013年）[49]

### PV
- ORANGE RANGE 「おしゃれ番長 feat.ソイソース / 中華料理 篇」（2008年11月12日）
- ASIA ENGINEER 「僕にできる事のすべて」（2009年6月17日）

### WEB
- モバドラvol.2 4×4 「美咲 〜never cry」（2010年3月24日、Universal J） - 美咲 役
- 就活戦線異状あり（2010年5月3日 - 31日、LISMO Channel） - 玲奈 役
- otogi★story 「かぐや姫」（2012年7月5日、NTTdocomoアプリ&レビュー） - かぐや姫 役

### ゲーム
- レイトン教授と超文明Aの遺産（2013年2月28日、レベルファイブ） - アーリア 役[50]
- デス・ストランディング2:オン・ザ・ビーチ（英語版）（2025年発売予定、コジマプロダクション） - レイニー 役[51]

## 作品

### DVD
- 第11回全日本国民的美少女コンテスト 国民的美少女2006（2006年11月15日、イーネットフロンティア）

### 写真集
- 忽那汐里ファースト写真集 seven sips of water.（2010年8月27日、ワニブックス、撮影：横浪 修）ISBN 978-4-8470-4304-8

## 受賞歴
- 第11回全日本国民的美少女コンテスト 審査員特別賞（2006年）
- 第2回TAMA映画賞 最優秀新進女優賞（2010年）
  - 『半分の月がのぼる空』『BECK』
- 第85回キネマ旬報ベスト・テン 新人女優賞（2011年）
  - 『少女たちの羅針盤』『マイ・バック・ページ』
- 第66回毎日映画コンクール スポニチグランプリ新人賞（2011年）[52]
  - 『マイ・バック・ページ』
- 第9回COTTON USAアワード Miss COTTON USA（2012年）
- 第37回日本アカデミー賞 新人俳優賞（2013年）[53]
  - 『許されざる者』『つやのよる ある愛に関わった、女たちの物語』
- 第2回マカオ国際映画祭「バラエティ・アジア・スター・アップ・ネクスト賞」（2017年）[54]